# Mertens (Teksas)
Mertens je gradić u američkoj saveznoj državi Teksas. Prema popisu stanovništva iz 2010. u njemu je živjelo 125 stanovnika.